# ラークシャスタール湖
ラークシャスタール湖（サンスクリット語：राक्षस ताल、チベット語：ལག་ངར་མཚོ lag-ngar mtsho、中国語：拉昂錯、英語：Lake Rakshastal）は、中華人民共和国チベット自治区ガリ地区プラン県に存在する湖。インダス川支流サトレジ川の水源である。
東にマーナサローワル湖、南にカイラーサ山がある。ラークシャスタールとはサンスクリット語で「悪魔の湖」を意味する。
2004年に東隣のマーナサローワル湖と共にラムサール条約登録地となった。